# Biserica-Grotă Sfântul Gerard din Budapesta

Biserica-grotă, văzută dinspre Dunăre

Biserica-Grotă Sfântul Gerard din Budapesta, denumită oficial: Magyarok Nagyasszonya sziklatemploma (Biserica din stâncă Maica Domnului a maghiarilor) este un sanctuar național maghiar, de rit romano-catolic,  aflat în Budapesta, amplasat într-o peșteră din versantul sudic al dealului Gellért din sectorul XI (Újbuda) al capitalei maghiare. Este catalogat monument istoric și de arhitectură, făcând parte integrantă din obiectivul „Malurile Dunării”, înscrisă în Patrimoniul Mondial UNESCO.
Amenajarea și construcția bisericii a fost finalizată în anul 1931 de către Károly Weichinger pe baza proiectului arhitectului Kálmán Lux, ulterior, în anul 1934, bisericii i-a fost adăugat edificiul mănăstirii ordinului paulin, construit în stil neoroman și amplasat la baza dealului Gellért pe faleza Dunării. Amenajarea complexului format din biserică și mănăstire a avut scopul de a pregăti repatrierea ordinului paulin, care după desființarea sa, din ordinul împăratului Iosif al II-lea, a funcționat timp de 150 de ani în Polonia.
Până la închiderea ei de către autoritățile comuniste în anul 1951 a fost un important loc de pelerinaj pentru credincioșii romano-catolici din Ungaria dar și din afara granițelor țării și un simbol al rezistenței față de comunism. După 1951, biserica și mănăstirea au fost parțial distruse, apoi transformate în stație de cercetare geologică respectiv cămin studențesc. După prăbușirea regimului comunist din Ungaria, biserica și mănăstirea și-au redobândit funcționalitatea originală, fiind reconstruite și renovate în timp record. A fost reluată viața monahală iar biserica-grotă a redevenit loc de rugăciune și de pelerinaj pentru credincioși.
În prezent, datorită cadrului natural, locației ultracentrale din oraș, precum și arhitecturii sale aparte, biserica-grotă este un important reper turistic, ea atrăgând un număr mare de turiști, pentru care administrația mănăstirii a amenajat un centru de primire vizitatori, modern și multifuncțional. Totodată, terasa din fața intrării în biserică, respectiv platoul de deasupra ei sunt excelente puncte de belvedere, de unde se deschid priveliști superbe asupra falezelor Dunării.

## Nume
Biserica este cunoscută și sub una din denumirile: Barlangkápolna (Biserica-peșteră), Gellérthegyi-barlang (Peștera din Dealul Gellért), Gellérthegyi sziklakápolna (Capela din stâncă de pe Dealul Gellért), Iván-barlang (Peștera Ivan), Lourdes-i Barlang (Peștera Lourdes), Lourdesi kápolna (Capela din Lourdes), Pest (Pesta), Szentiván-barlang Peștera Sfântul Ivan), Sziklakápolna (Capela din stâncă).

## Localizare și vecinătăți

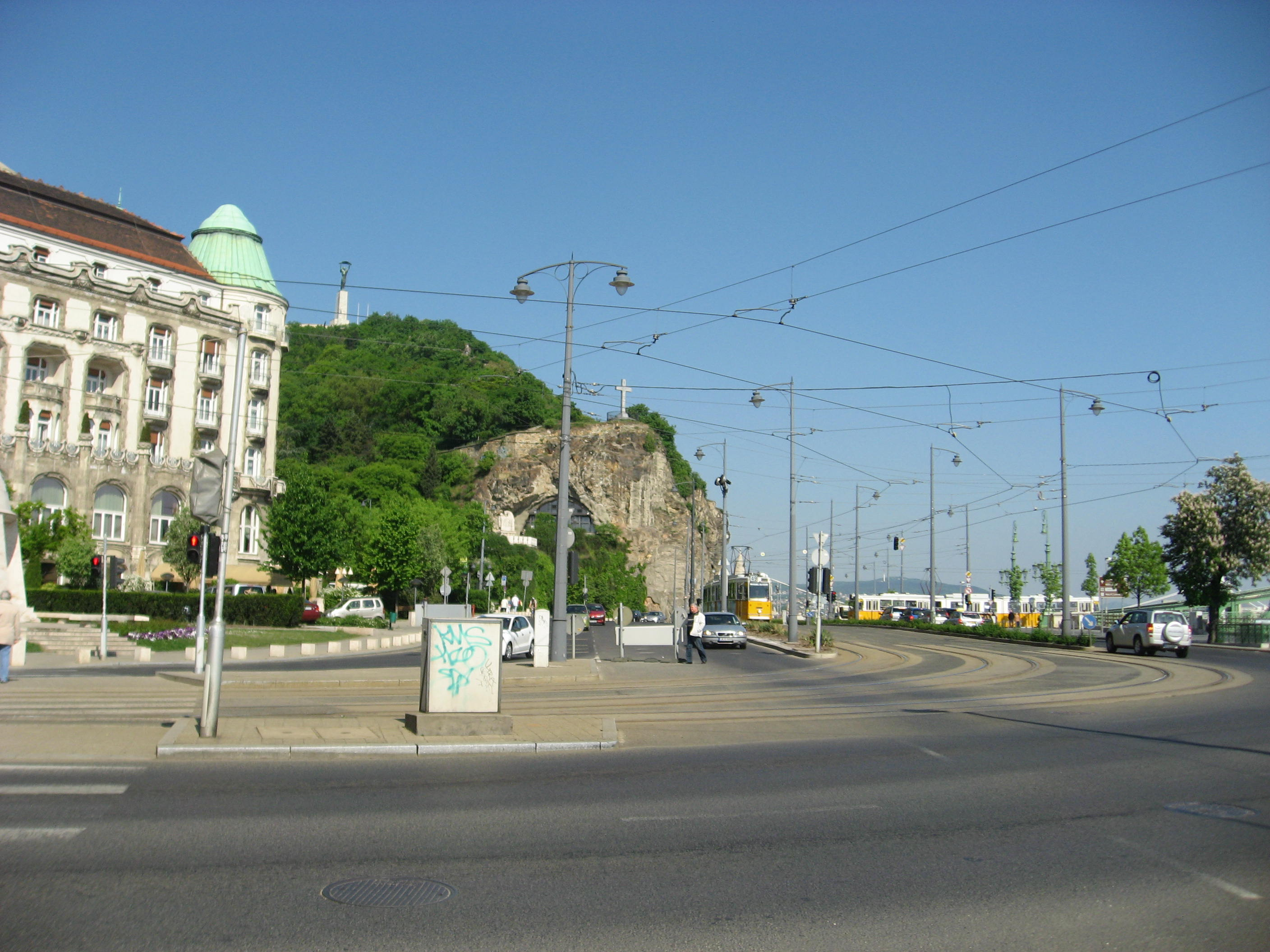
Biserica-grotă, văzută dinspre faleza Dunării (Piața Sfântul Gerard); in stânga imaginii este Hotelul Danubius și Băile Medicinale Gellért, în dreapta
Podul Libertății

Biserica-grotă și mănăstirea, se află în sectorul XI al Budapestei, la adresa Gellért Rakpart (Cheiul Gerard) nr.1. Sanctuarul rupestru, aflat în interiorul stâncii ce formează un pinten al versantului sud-estic al dealului Gellert, are intrarea principală spre Szent Gellert tér (Piața Sfântul Gerard) și se află la o înălțime de aproximativ 15m față de nivelul pieței, în fața unei terase naturale de mici dimensiuni. Accesul la intrarea bisericii se face pe o alee care urcă din direcția sud-vest, de la Piața Gerard până la terasa din fața bisericii. În imediata vecinătate a intrării în biserică se afla următoarele obiective:
- Statuia Regelui Sfântul Ștefan  (Szent István-szobor) – opera sculptorului Kő Pál din 2001,  amplasată pe o mică terasă artificială, la extremitatea sudică a terasei naturale din fața intrării în biserică.

- Mănăstirea Ordinului Paulin (Pálos Rendház) – se află pe latura estică a pintenului de stâncă cu vedere spre faleza Dunării (Cheiul Gerard), comunicarea dintre biserică și chiliile mănăstirii este asigurată printr-un coridor subteran, neaccesibil publicului.

- Podul Libertății (Szabadság híd) – al treilea pod public sudic din Budapesta, construit între anii 1894 și 1896, are terminalul dinspre Buda la est de biserică și face legătura dintre Piața Gerard și Piața Vămii Centrale (Fővám tér) din Pesta.

- Hotelul Danubius și Băile Medicinale Gellért – celebru complex balnear, monument de arhitectură reprezentativ, în stil Art Nouveau; se află în centrul pieței Gerard, având intrarea în băile medicinale vis-a vis de terasa din fața bisericii.

- Corpul Ch al Universității Tehnice din Budapesta – cel mai vechi corp al Universității Tehnice, construit în stil eclectic la mijlocul secolului al XIX-lea; aflat vis-a-vis de intrarea în biserică, la extremitatea sudică a pieței Gerard.

- Citadela și Statuia Libertății – două obiective, monumente istorice și de arhitectură, prima este o fostă fortăreață militară de la mijlocul secolului al XIX-lea, a doua e un monument emblematic de la mijlocul secolului al XX-lea; cele două obiective se află la nord-vest și deasupra bisericii rupestre, în vârful dealului Gellért.

## Istoric
Peștera care găzduiește biserica rupestră este compusă din două părți: cea superioară, numită inițial Szent Iván-barlang (Peștera Sfântul Ivan), mai târziu: Lourdes-i Barlang (Peștera din Lourdes), care este o peșteră naturală și cea inferioară, formată dintr-un sistem de incinte rezultate prin excavație. Temperatura în interiorul sistemului de peșteri este constantă, în tot timpul anului, de 21°C .
Ideea realizării bisericii-grotă a apărut pentru prima oară în anul 1924, după ce un grup de credincioși maghiari s-au întors dintr-un pelerinaj de la Lourdes. Au luat ființă organizațiile civice: „Kisegítő Kápolna Egyesület” (Asociația Capelei Ajutătoare) și (Comitetul Bisericii-Grotă de pe Dealul Sf. Gerard), având scopul de a transforma peștera Sfântul Ivan, aflată în paragină și rău famată la vremea aceea, de pe versantul sudic al Dealului Gellert, într-un sanctuar votiv, având ca model Grota de la Lourdes. Ulterior, grota naturală a fost lărgită prin excavații și dinamitări; actualul sistem de incinte datorându-se acestor lucrări subterane. Preotul Jenő Gyula Besnyő, împreună cu mai mulți confrați de ai săi, s-au hirotonit călugări paulini la abația din Czestochowa și la solicitarea generalisului ordinului, arhiepiscopul de Esztergom,  cardinalul Jusztinián Serédi, în calitatea sa de administrator arhidiacezal, a aprobat instalarea călugărilor paulini în mănăstirea construită pentru ei, în stâncile dealului Gellert de pe faleza Dunării. La 8 mai 1934, o delegație formată din 30 de persoane, în frunte cu arhiepiscopul de Kalocsa s-au deplasat la Czestochowa, de unde s-au întors, la data de 14 mai, împreună cu 14 călugări paulini însoțiți de arhiabatele ordinului, Pius Przezdziecki.
Cu ocazia acestui eveniment, ziarul conservator Budai Napló (Jurnalul de Buda), în data de 16 mai 1934, scria:
„După un exil de un veac și jumătate, paulinii sunt din nou în Buda. Repatrierea ordinului călugăresc nu este doar un motiv de sărbătoare pentru maghiarime, dar totodată și un simbol, la fel cum simbol este și biserica de stâncă a cărei păzitori sunt paulinii; o casă mai solidă abia că ar putea avea Domnul. La fel de solidă e și credința noastră în Dumnezeu și în viitorul maghiarimii”
Începând din toamna anului 1939, sosesc sute de mii de refugiați polonezi în Ungaria, dintre aceștia, foarte mulți credincioși își aleg biserica-grotă ca loc de pelerinaj. În timpul celui de-al Doilea Război Mondial și imediat după terminarea lui,  primatul Ungariei, cardinalul József Mindszenty, a oficiat slujbe în repetate rânduri în biserică sau în piața din fata ei. Cu puțin timp înainte de închiderea mănăstirii, un număr de o sută de mii de pelerini, adunați în Piața Sf. Gerard, au participat la slujba și mesa cardinalului. În cuvântarea sa, Mindszenty a lansat acuze severe la adresa autorităților comuniste și, în general, a regimului nou-instaurat, chemând populația țării la rezistență pașnică în fața fărădelegilor autorităților.
În 1950, regimul comunist din Ungaria a desființat ordinele călugărești. În Lunea Paștelui catolic din anul 1951 un detașament al Autorității de protecție al statului pătrunde cu forța în mănăstire și biserică, arestându-i fără mandat pe toți călugării. Într-o singură noapte, toți călugării au fost deportați în lagăre de detenție, transportați fiind cu autocamioane deschise iar interioarele bisericii și ale mănăstirii au fost distruse. Unii dintre călugări au fost executați fără judecată, cei rămași în viață au fost condamnați la ani grei de temniță. Tot atunci a fost dărâmată și troița de lemn cu iluminare nocturnă, ridicată în 1936 pe piscul stâncii de deasupra intrării în biserică.

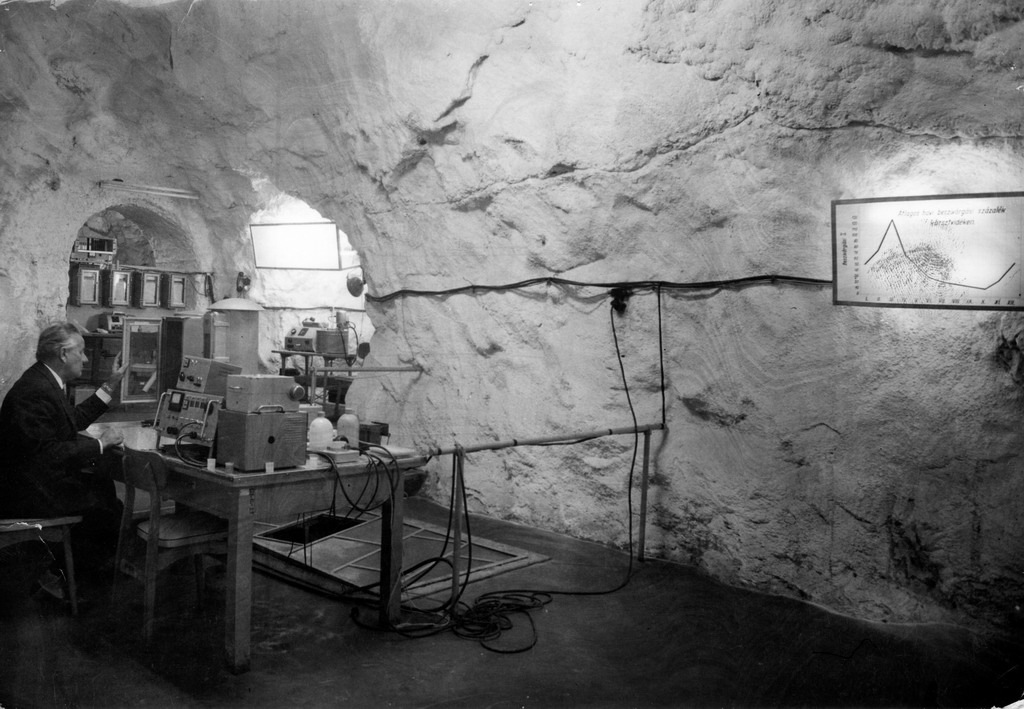
„Templul științei” - denumire dată de propaganda comunistă laboratorului științific amenajat în incinta bisericii-grotă devastată.

La începutul anilor 1960 intrarea în grotă a fost blocată printr-un perete de beton armat cu grosimea de 1,5-2 m, iar interiorul  bisericii a fost transformat în stație de observare a nivelului apelor carstice, subordonat Institutului de Geologie al Academiei de Științe. Clădirea mănăstirii de pe faleza Dunării a fost modificată pentru a deveni cămin studențesc și atribuită spre folosință Institutului de Balet.
La prăbușirea regimului comunist, în anul 1989, Ordinul Paulinilor Maghiari, la data de 27 august, a redeschis biserica și mănăstirea în cadrul unei ceremonii religioase. Noul altar, cioplit din granit după proiectul lui Győző Sikota a fost sfințit de nunțiul papal acreditat la Budapesta. Peretele de beton care închidea arcada naturală a intrării în grotă a fost demolat în anul 1992. O bucată din peretele de beton a fost amplasată în partea dreaptă a intrării, ca memento asupra interregnului ordinului din epoca dictaturii comuniste. Resfințirea primei săli a bisericii a fost făcută în cadrul unei ceremonii, oficiată de episcopul Endre Gyulai în data de 6 iunie 1992.
În biserica-grotă se păstrează una din cele mai prețuite relicve ale călugărilor paulini: Moaștele Sfântului Paul Sihastrul. Altarul principal al bisericii a fost executat la Manufactura de Porțelan Zsolnay din Pécs.
La 15 mai 1994, cu ocazia aniversării a 60 de ani de la repatrierea ordinului paulin, Asociația de Prietenie Polonezo-Maghiară, a donat o copie fidelă a icoanei Madonei Negre din Częstochowa.
Noua troiță, amplasată pe platoul de deasupra intrării în biserică, construită din marmură albă și proiectată de arhitectul András Pomsár, a fost finalizată, în mod simbolic, în ziua în care se împlineau 50 de ani de la dărâmarea vechii troițe de lemn de către comuniști.
În ziua de 3 decembrie 2008, cu ocazia sărbătoririi a 700 de ani de la aprobarea de către Papă a regulamentului ordinului paulinilor, cardinalul Péter Erdő, asistat de nunțiul papal, arhiepiscopul Janusz Juliusz și generalisul ordinului, Izydor Matuszewski, în prezența numeroșilor membri ai Conferinței Episcopale și a călugărilor paulini a celebrat o mesă în Biserica Universitară. Cu această ocazie, cardinalul Péter Erdő, în cadrul unei ceremonii solemne, a transferat dreptul de folosință a bisericii și clădirii mănăstirii către Ordinul Paulin, drept, care până la acea dată a fost deținut de Arhiepiscopia de Esztergom-Budapesta.

## Galerie de imagini

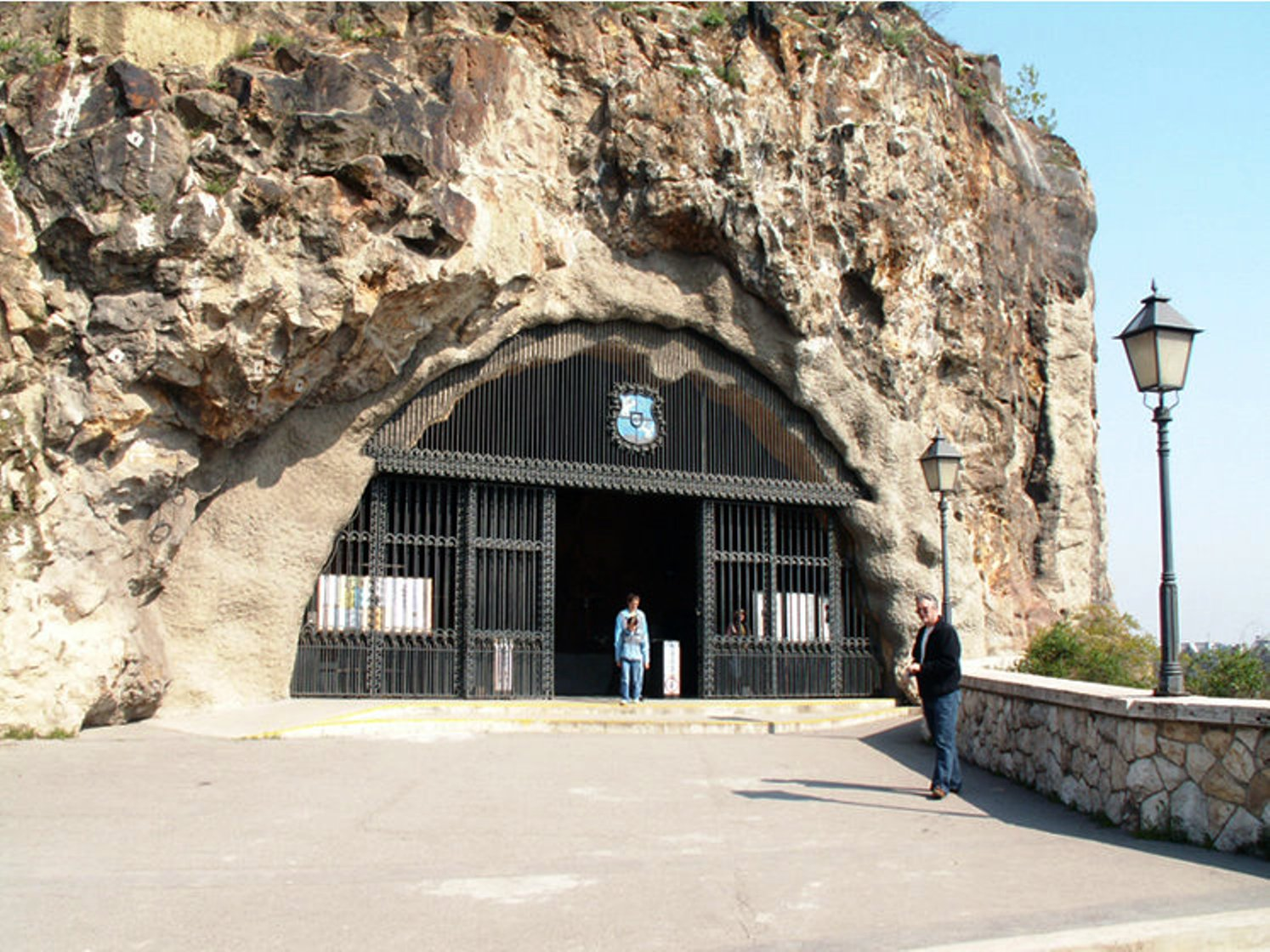
Intrarea în biserica-grotă, văzută dinspre aleea de acces
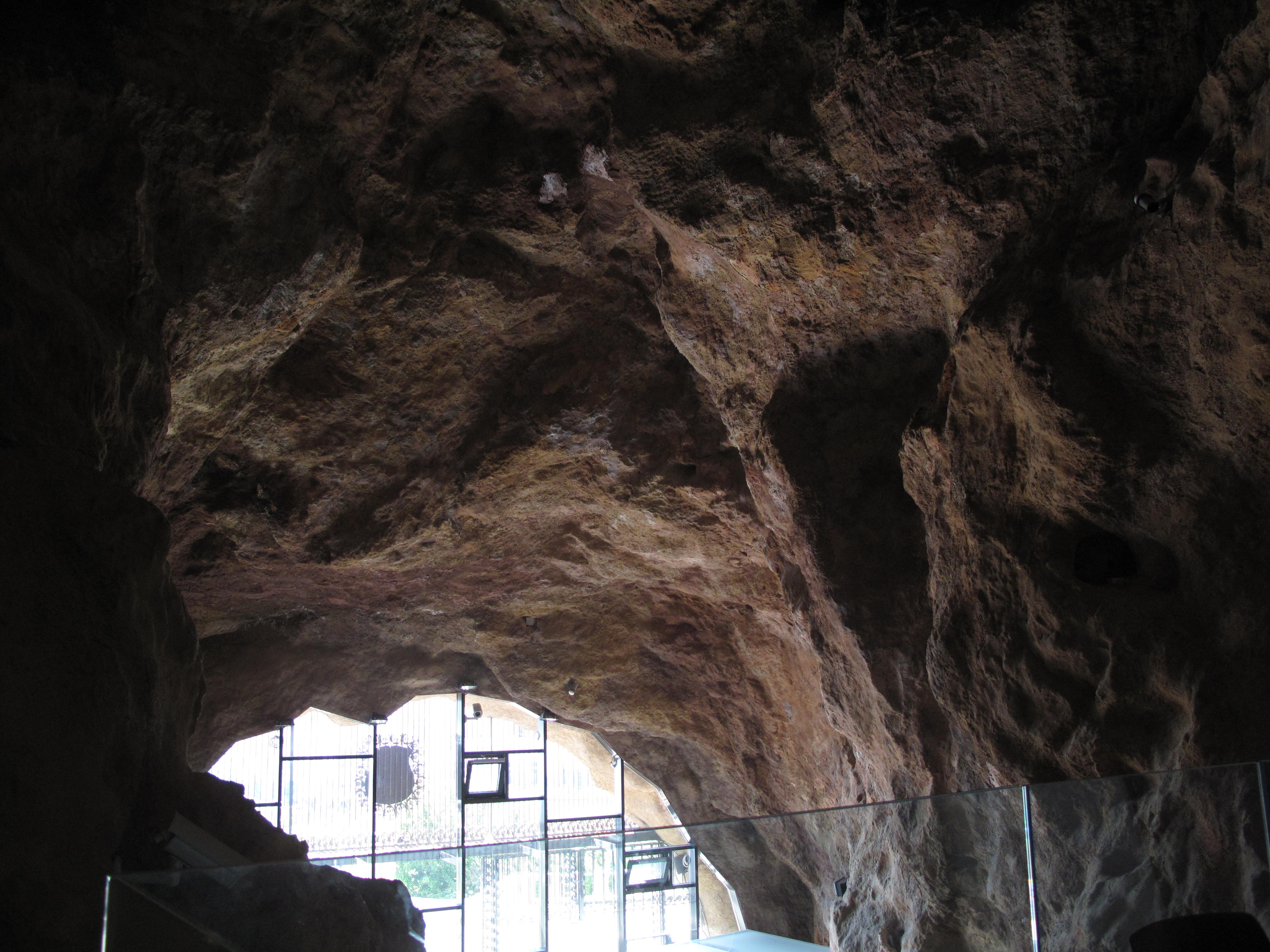
Intrarea, văzută dinspre interiorul sanctuarului
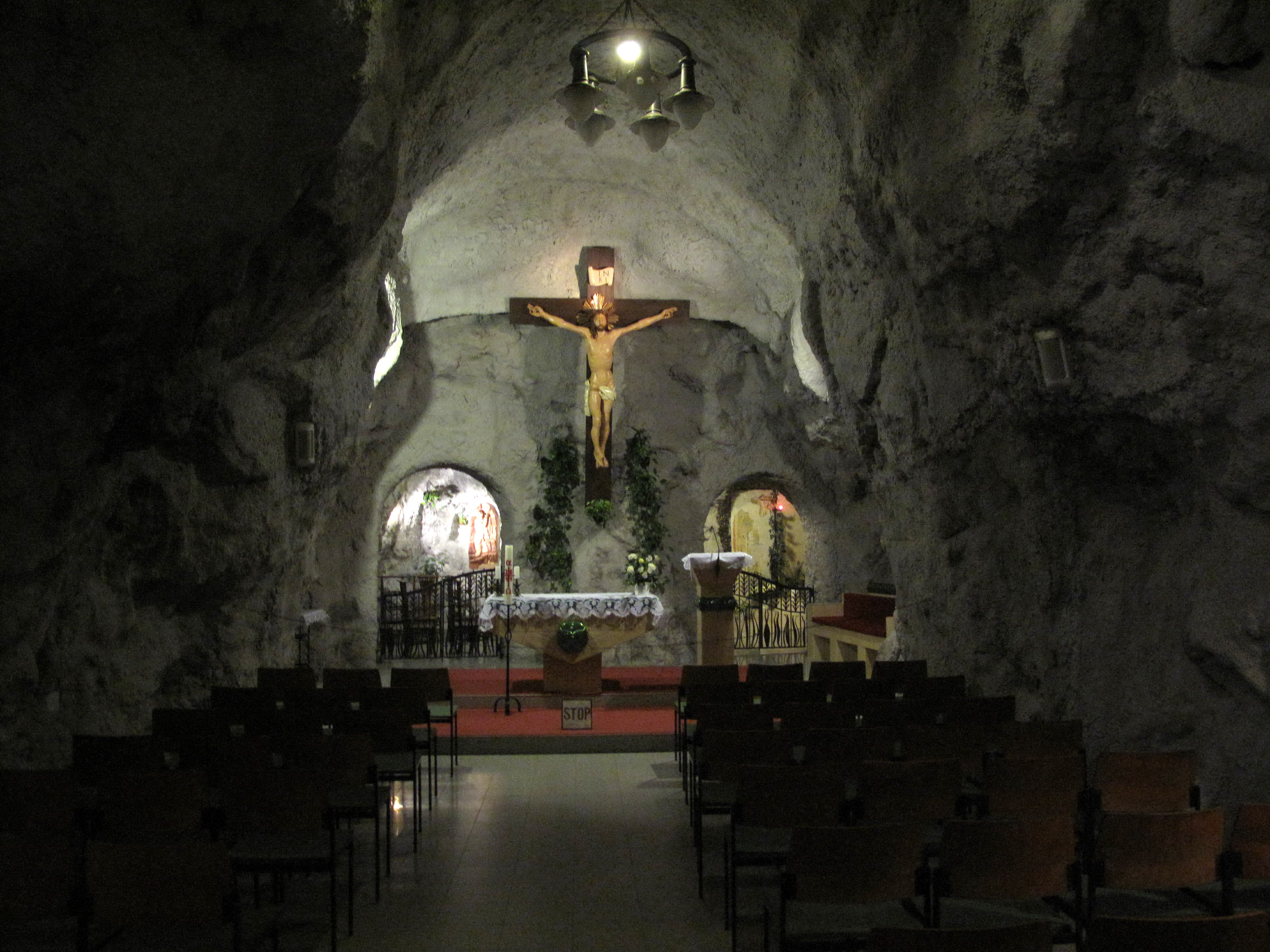
Unul din altarele sanctuarului
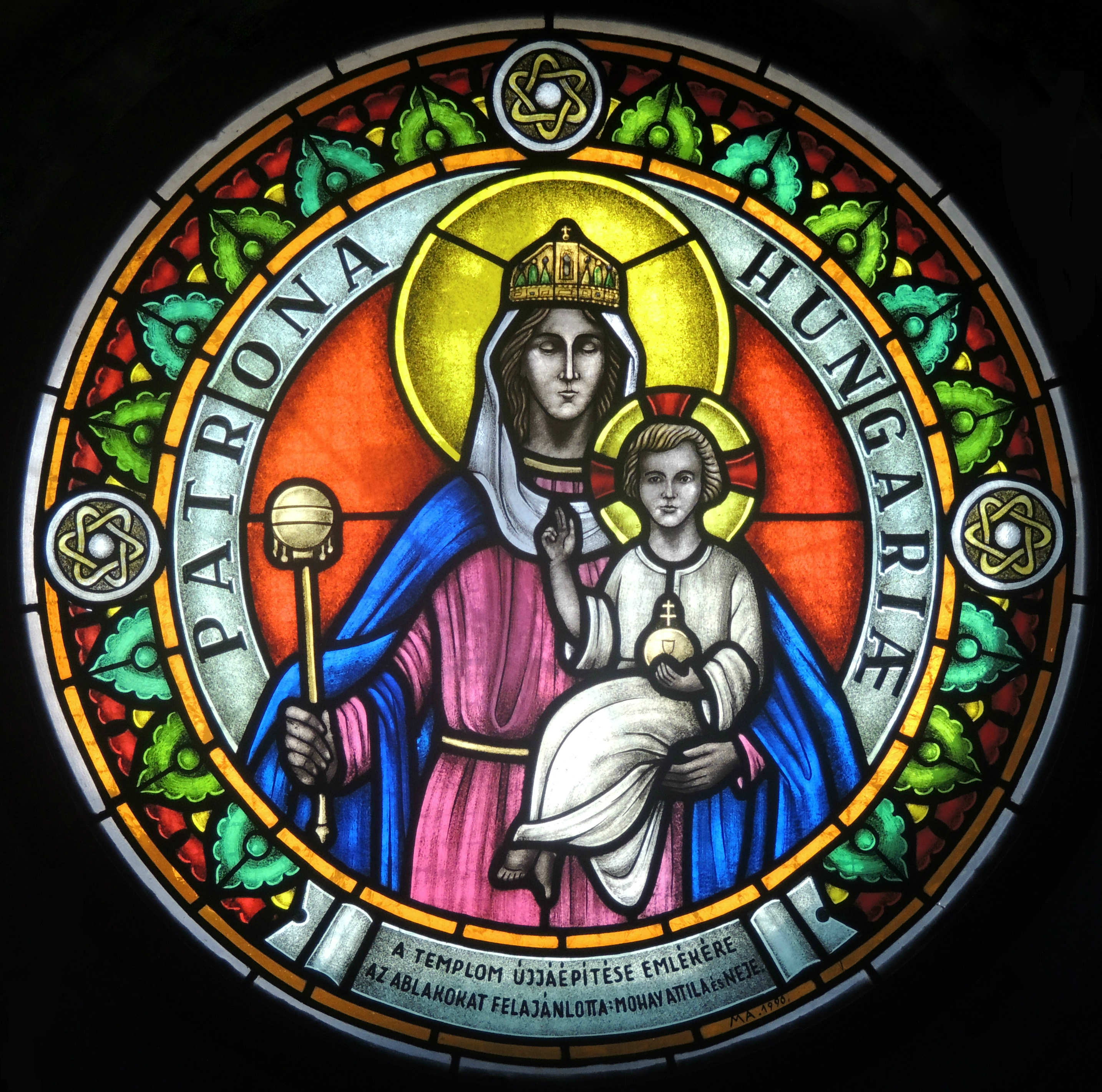
Vitraliu reprezentând-o pe Maica Domnului cu Pruncul
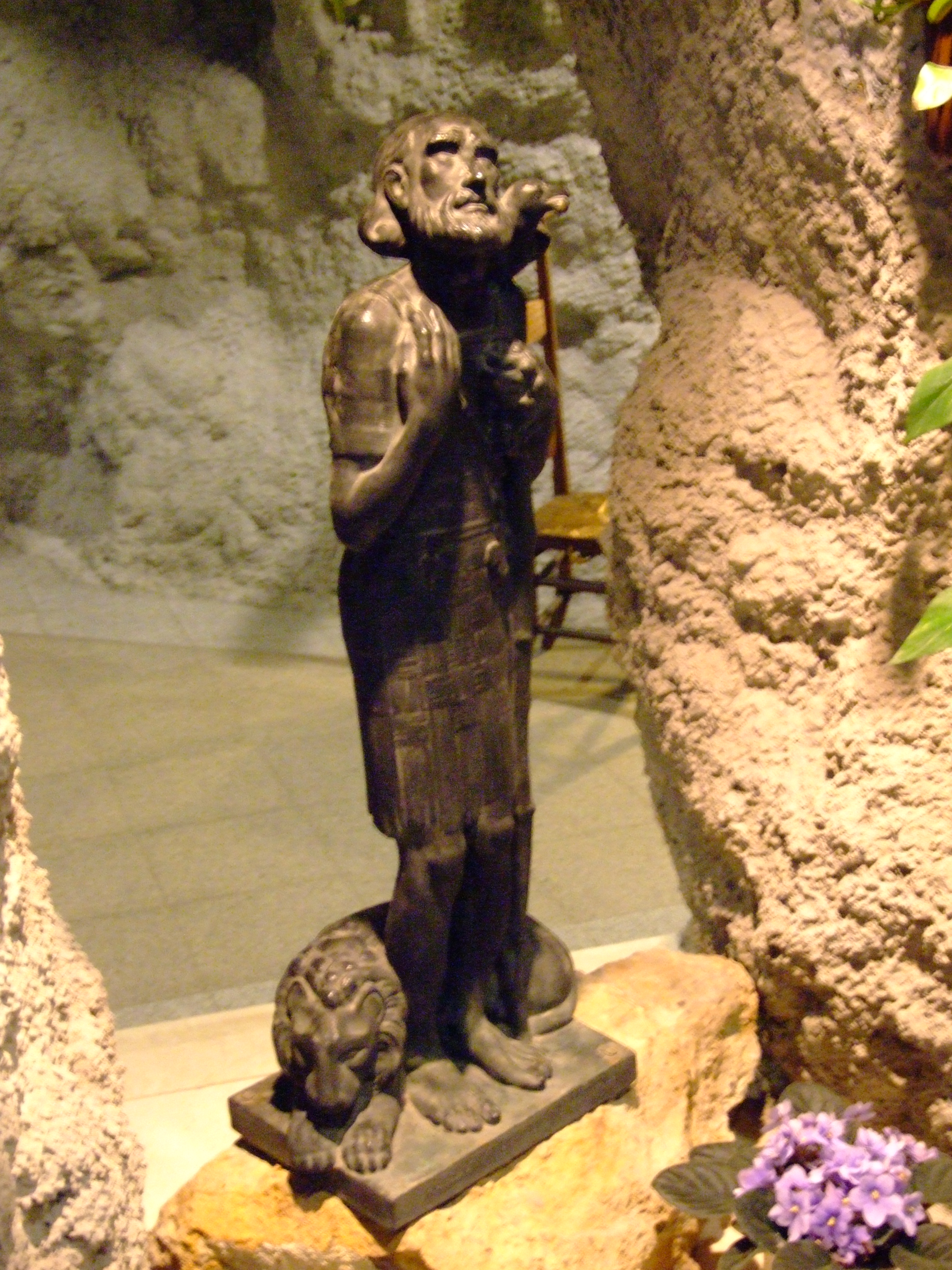
Statuia de bronz reprezentându-l pe Sfântul Paul Sihastrul